# Gajanur, Malavalli
Gajanur là một làng thuộc tehsil Malavalli, huyện Mandya, bang Karnataka, Ấn Độ.